# Collegio di North Antrim
North Antrim è un collegio elettorale nordirlandese della Camera dei Comuni del Parlamento del Regno Unito. Elegge un membro del Parlamento con il sistema maggioritario a turno unico. Il rappresentante del collegio, dal 2024, è Jim Allister del partito Traditional Unionist Voice.

## Estensione

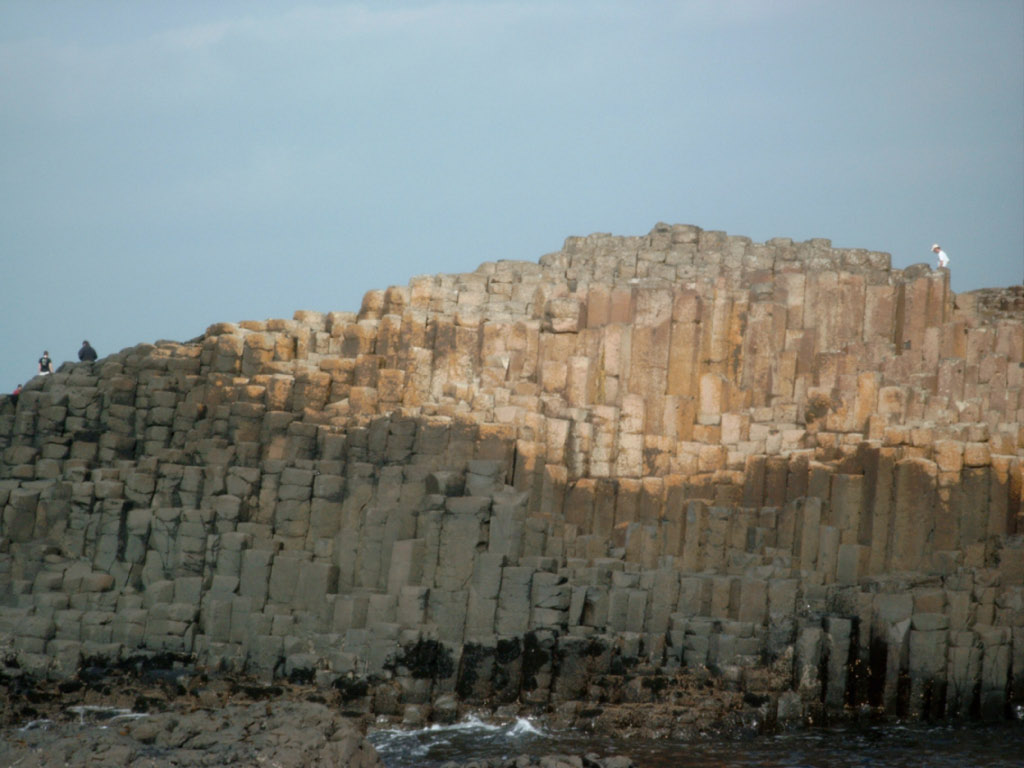
Il selciato del gigante

- 1950–1974: i Municipal Borough of Ballymena e Larne, i distretti urbani di Ballycastle, Ballymoney, and Portrush, i distretti rurali di Ballycastle, Ballymena e Ballymoney e le divisioni elettorali del distretto rurale di Larne di Ardclinis, Ballycor, Carncastle, Glenarm North, Glenarm South, Glencoy e Kilwaughter.
- 1974–1983: i Municipal Borough of Ballymena, Carrickfergus e Larne, i distretti urbani di Ballycastle, Ballymoney, Portrush e Whitehead, i distretti rurali di Ballycastle, Ballymena e Ballymoney, e le divisioni elettorali del distretto rurale di Larne di Ardclinis, Ballycor, Carncastle, Eden, Glenarm North, Glenarm South, Glencoy, Glynn, Islandmagee North, Islandmagee South, Kilwaughter, Middle Division, Raloo e Templecorran.
- 1983–2010: il distretto di Ballymena, di Ballymoney e di Moyle.
- dal 2010: il distretto di Ballymena, di Ballymoney e i ward del distretto di Moyle di Armoy, Ballylough, Bushmills, Bonamargy and Rathlin, Carnmoon, Dalriada, Dunseverick, Glenshesk, Glentaisie, Kinbane, Knocklayd, Moss Side e Moyarget.

North Antrim è sempre stato un collegio di contea, comprendente la parte settentrionale della contea di Antrim nel nord-est dell'Irlanda del Nord. A nord e ad est confina con il mare e ad ovest confina con la contea di Londonderry; la città di Portrush, situata nella contea di Antrim, fa parte del collegio di East Londonderry, anche se fu compresa in North Antrim fino al 1983.

Il collegio di North Antrim, 1885 – 1922

Dal 1885, il collegio fu una delle quattro divisioni di contea ricavate dall'ex collegio di Antrim; comprendeva le baronie di Cary, Dunluce Lower, Dunluce Upper e Kilconway, ed elesse un membro del Parlamento dal 1885 al 1922, quando fu riunificata all'interno di un nuovo collegio di Antrim.
North Antrim fu ricreata nel 1950, quando fu abolito il vecchio collegio di Antrim, che eleggeva due deputati, nell'ambito della riforma dei collegi che divennero tutti uninominali.
Il collegio è per gran parte rurale; tra le sue caratteristiche distintive vi sono l'isola di Rathlin e il selciato del gigante (Giant's Causeway).
La Boundary Commission propose inizialmente modifiche ai confini di North Antrim prima delle elezioni generali nel Regno Unito del 2010; propose di trasferire Ballycastle e i glens, inclusa Rathlin, ad East Antrim e di ridenominare il collegio Antrim Coast and Glens. Tuttavia la proposta provocò molte critiche, e alcuni notarono che i Glens non avevano legami naturali con Jordanstown. A seguito di consultazioni e revisioni, le modifiche al collegio furono approvate tramite un Ordine Parlamentare dell'Irlanda del Nord.

## Storia
North Antrim è a schiacciante maggioranza unionista; il collegio esistette per la prima volta dal 1885 al 1922 e dal 1886 al 1974 i deputati conservatori e unionisti formarono un singolo partito parlamentare alla Camera dei comuni.
In maniera insolita per l'Irlanda, il Partito Liberale mantenne un consistente seguito nel collegio di North Antrim dopo la spaccatura sull'Home rule del 1886; il Partito parlamentare irlandese non si candidò mai in questo collegio.
Nel 1906 il collegio fu ottenuto da un unionista russellita, collegato al Partito Liberale. Nonostante gli unionisti riottennero il seggio quando il deputato si ritirò, il collegio fu uno dei pochi in bilico tra unionisti e liberali in entrambe le elezioni del 1910.
Una vittoria del candidato unionista nel 1918 per 9.621 voti contro i 2.673 voti di Sinn Féin dimostrò la forza del sostegno unionista nell'area.
Nel 1922 il collegio di North Antrim tornò all'interno del collegio di Antrim, come era stato prima del 1885; North Antrim fu ricreato nel 1950 ed ebbe dimensioni maggiori di quelle del periodo 1885—1922. La contea di Antrim, escludendo le parti all'interno dei collegi di Belfast, fu divisa in due anziché in quattro. Il North Antrim del 1950 fu comparabile alle divisioni di North Antrim e Mid Antrim che erano esistite dal 1885 al 1922.
Dal 1950 le elezioni per il collegio sono senza competizione; nel 1951 fu uno degli ultimi quattro seggi in cui non si svolsero elezioni per la presenza di un solo candidato, e più recentemente una persona conquistò ripetutamente una larga maggioranza: il reverendo Ian Paisley fu eletto in origine con il Partito Unionista Protestante alle elezioni generali del 1970 e l'anno successivo il partito divenne il Partito Unionista Democratico (DUP). Paisley detenne il seggio per 40 anni, fino al suo ritiro nel 2010 e questo rappresenta il più lungo periodo continuativo in cui un partito rappresenta un seggio nordirlandese. Alle elezioni a tutti i livelli, il DUP ottiene la maggiore percentuale di voto a North Antrim, e la sua leadership non è quasi mai stata messa a rischio.
Nel marzo 2010 Ian Paisley annunciò che si sarebbe ritirato alle elezioni del 2010; il figlio Ian Paisley Jr fu scelto dal DUP come candidato. L'ex deputato DUP Jim Allister annunciò che si sarebbe candidato con la Traditional Unionist Voice.

## Membri del parlamento
| Elezione | Elezione                 | Deputato                  | Partito                    |
| -------- | ------------------------ | ------------------------- | -------------------------- |
|          | 1885                     | Edward Macnaghten         | Conservatore               |
|          | 1886                     | Edward Macnaghten         | Unionista Irlandese        |
| 1887 (S) | Sir Charles Edward Lewis |                           | Unionista Irlandese        |
|          | 1892                     | Charles Cunningham Connor | Unionista Irlandese        |
| 1895     | Hugh McCalmont           |                           | Unionista Irlandese        |
| 1899 (S) | William Moore            |                           | Unionista Irlandese        |
|          | 1906                     | Robert Graham Glendinning | Unionista Russellita       |
|          | 1910                     | Peter Kerr Kerr-Smiley    | Unionista Irlandese        |
|          | 1922                     | Collegio abolito          | Collegio abolito           |
|          | 1950                     | Collegio ricreato         | Collegio ricreato          |
|          | 1950                     | Hugh O'Neill              | Unionista dell'Ulster      |
| 1953 (S) | Phelim O'Neill           |                           | Unionista dell'Ulster      |
| 1959     | Henry Maitland Clark     |                           | Unionista dell'Ulster      |
|          | 1970                     | Ian Paisley               | Unionista Protestante      |
| 1971     | Unionista Democratico    | Ian Paisley               |                            |
| 2010     | Unionista Democratico    | Ian Paisley Jr            |                            |
|          | 2024                     | Jim Allister              | Traditional Unionist Voice |

## Risultati elettorali

### Elezioni negli anni 2020
| Partito                    | Partito                            | Candidato                  | Risultati 4 luglio 2024 | Risultati 4 luglio 2024 |
| Partito                    | Partito                            | Candidato                  | Voti                    | %                       |
| -------------------------- | ---------------------------------- | -------------------------- | ----------------------- | ----------------------- |
|                            | TUV                                | Jim Allister               | 11 642                  | 28,27                   |
|                            | DUP                                | Ian Paisley Jr.            | 11 192                  | 27,17                   |
|                            | Sinn Féin                          | Philip McGuigan            | 7 714                   | 18,73                   |
|                            | Alleanza                           | Sian Mulholland            | 4 488                   | 10,90                   |
|                            | UUP                                | Jackson Minford            | 3 901                   | 9,47                    |
|                            | SDLP                               | Helen Maher                | 1 661                   | 4,03                    |
|                            | Aontù                              | Ráichéal Mhic Niocaill     | 451                     | 1,10                    |
|                            | Indipendente                       | Tristan Morrow             | 136                     | 0,33                    |
|                            |                                    |                            |                         |                         |
| Iscritti                   | Iscritti                           | Iscritti                   | 74 697                  | 100,00                  |
| ↳ Votanti (% su iscritti)  | ↳ Votanti (% su iscritti)          | ↳ Votanti (% su iscritti)  | 41 185                  | 55,14                   |
| ↳ Astenuti (% su iscritti) | ↳ Astenuti (% su iscritti)         | ↳ Astenuti (% su iscritti) | 33 512                  | 44,86                   |
|                            |                                    |                            |                         |                         |
|                            | Esito: collegio passa da DUP a TUV |                            |                         |                         |

### Elezioni negli anni 2010
| Partito                    | Partito                          | Candidato                  | Risultati 12 dicembre 2019 | Risultati 12 dicembre 2019 |
| Partito                    | Partito                          | Candidato                  | Voti                       | %                          |
| -------------------------- | -------------------------------- | -------------------------- | -------------------------- | -------------------------- |
|                            | DUP                              | Ian Paisley Jr.            | 20 860                     | 47,35                      |
|                            | UUP                              | Robin Swann                | 8 139                      | 18,48                      |
|                            | Alleanza                         | Patricia O'Lynn            | 6 231                      | 14,14                      |
|                            | Sinn Féin                        | Cara McShane               | 5 632                      | 12,79                      |
|                            | SDLP                             | Margaret McKillop          | 2 943                      | 6,68                       |
|                            | Indipendente                     | Stephen Palmer             | 246                        | 0,56                       |
|                            |                                  |                            |                            |                            |
| Iscritti                   | Iscritti                         | Iscritti                   | 77 147                     | 100,00                     |
| ↳ Votanti (% su iscritti)  | ↳ Votanti (% su iscritti)        | ↳ Votanti (% su iscritti)  | 44 051                     | 57,10                      |
| ↳ Astenuti (% su iscritti) | ↳ Astenuti (% su iscritti)       | ↳ Astenuti (% su iscritti) | 33 096                     | 42,90                      |
|                            |                                  |                            |                            |                            |
|                            | Esito: collegio confermato a DUP |                            |                            |                            |

| Partito                    | Partito                          | Candidato                  | Risultati 8 giugno 2017 | Risultati 8 giugno 2017 |
| Partito                    | Partito                          | Candidato                  | Voti                    | %                       |
| -------------------------- | -------------------------------- | -------------------------- | ----------------------- | ----------------------- |
|                            | DUP                              | Ian Paisley Jr.            | 28 521                  | 58,85                   |
|                            | Sinn Féin                        | Cara McShane               | 7 878                   | 16,26                   |
|                            | UUP                              | Jackson Minford            | 3 482                   | 7,19                    |
|                            | TUV                              | Timothy Gaston             | 3 282                   | 6,77                    |
|                            | Alleanza                         | Patricia O'Lynn            | 2 723                   | 5,62                    |
|                            | SDLP                             | Declan O'Loan              | 2 574                   | 5,31                    |
|                            |                                  |                            |                         |                         |
| Iscritti                   | Iscritti                         | Iscritti                   | 75 600                  | 100,00                  |
| ↳ Votanti (% su iscritti)  | ↳ Votanti (% su iscritti)        | ↳ Votanti (% su iscritti)  | 48 460                  | 64,10                   |
| ↳ Astenuti (% su iscritti) | ↳ Astenuti (% su iscritti)       | ↳ Astenuti (% su iscritti) | 27 140                  | 35,90                   |
|                            |                                  |                            |                         |                         |
|                            | Esito: collegio confermato a DUP |                            |                         |                         |

| Partito                    | Partito                          | Candidato                  | Risultati 7 maggio 2015 | Risultati 7 maggio 2015 |
| Partito                    | Partito                          | Candidato                  | Voti                    | %                       |
| -------------------------- | -------------------------------- | -------------------------- | ----------------------- | ----------------------- |
|                            | DUP                              | Ian Paisley Jr.            | 18 107                  | 43,21                   |
|                            | TUV                              | Timothy Gaston             | 6 561                   | 15,66                   |
|                            | Sinn Féin                        | Daithí McKay               | 5 143                   | 12,27                   |
|                            | UUP                              | Robin Swann                | 5 054                   | 12,06                   |
|                            | SDLP                             | Declan O'Loan              | 2 925                   | 6,98                    |
|                            | Alleanza                         | Jayne Dunlop               | 2 351                   | 5,61                    |
|                            | UKIP                             | Robert Hill                | 1 341                   | 3,20                    |
|                            | Conservatori                     | Carol Freeman              | 368                     | 0,88                    |
|                            | Indipendente                     | Thomas Palmer              | 57                      | 0,14                    |
|                            |                                  |                            |                         |                         |
| Iscritti                   | Iscritti                         | Iscritti                   | 75 918                  | 100,00                  |
| ↳ Votanti (% su iscritti)  | ↳ Votanti (% su iscritti)        | ↳ Votanti (% su iscritti)  | 41 907                  | 55,20                   |
| ↳ Astenuti (% su iscritti) | ↳ Astenuti (% su iscritti)       | ↳ Astenuti (% su iscritti) | 34 011                  | 44,80                   |
|                            |                                  |                            |                         |                         |
|                            | Esito: collegio confermato a DUP |                            |                         |                         |

| Partito                    | Partito                          | Candidato                  | Risultati 6 maggio 2010 | Risultati 6 maggio 2010 |
| Partito                    | Partito                          | Candidato                  | Voti                    | %                       |
| -------------------------- | -------------------------------- | -------------------------- | ----------------------- | ----------------------- |
|                            | DUP                              | Ian Paisley Jr.            | 19 672                  | 46,40                   |
|                            | TUV                              | Jim Allister               | 7 114                   | 16,78                   |
|                            | Sinn Féin                        | Daithí McKay               | 5 265                   | 12,42                   |
|                            | UCU-NF                           | Irwin Armstrong            | 4 634                   | 10,93                   |
|                            | SDLP                             | Declan O'Loan              | 3 738                   | 8,82                    |
|                            | Alleanza                         | Jayne Dunlop               | 1 368                   | 3,23                    |
|                            | —                                | Lyle Cubitt                | 606                     | 1,43                    |
|                            |                                  |                            |                         |                         |
| Iscritti                   | Iscritti                         | Iscritti                   | 73 351                  | 100,00                  |
| ↳ Votanti (% su iscritti)  | ↳ Votanti (% su iscritti)        | ↳ Votanti (% su iscritti)  | 42 397                  | 57,80                   |
| ↳ Astenuti (% su iscritti) | ↳ Astenuti (% su iscritti)       | ↳ Astenuti (% su iscritti) | 30 954                  | 42,20                   |
|                            |                                  |                            |                         |                         |
|                            | Esito: collegio confermato a DUP |                            |                         |                         |

### Elezioni negli anni 2000
| Partito                    | Partito                          | Candidato                  | Risultati 5 maggio 2005 | Risultati 5 maggio 2005 |
| Partito                    | Partito                          | Candidato                  | Voti                    | %                       |
| -------------------------- | -------------------------------- | -------------------------- | ----------------------- | ----------------------- |
|                            | DUP                              | Ian Paisley                | 25 156                  | 54,78                   |
|                            | Sinn Féin                        | Philip McGuigan            | 7 191                   | 15,66                   |
|                            | UUP                              | Rodney McCune              | 6 637                   | 14,45                   |
|                            | SDLP                             | Sean Farren                | 5 585                   | 12,16                   |
|                            | Alleanza                         | Jayne Dunlop               | 1 357                   | 2,95                    |
|                            |                                  |                            |                         |                         |
| Iscritti                   | Iscritti                         | Iscritti                   | 74 434                  | 100,00                  |
| ↳ Votanti (% su iscritti)  | ↳ Votanti (% su iscritti)        | ↳ Votanti (% su iscritti)  | 45 926                  | 61,70                   |
| ↳ Astenuti (% su iscritti) | ↳ Astenuti (% su iscritti)       | ↳ Astenuti (% su iscritti) | 28 508                  | 38,30                   |
|                            |                                  |                            |                         |                         |
|                            | Esito: collegio confermato a DUP |                            |                         |                         |

| Partito                    | Partito                          | Candidato                  | Risultati 7 giugno 2001 | Risultati 7 giugno 2001 |
| Partito                    | Partito                          | Candidato                  | Voti                    | %                       |
| -------------------------- | -------------------------------- | -------------------------- | ----------------------- | ----------------------- |
|                            | DUP                              | Ian Paisley                | 24 539                  | 49,86                   |
|                            | UUP                              | Lexie Scott                | 10 315                  | 20,96                   |
|                            | SDLP                             | Sean Farren                | 8 283                   | 16,83                   |
|                            | Sinn Féin                        | John Kelly                 | 4 822                   | 9,80                    |
|                            | Alleanza                         | Jayne Dunlop               | 1 258                   | 2,56                    |
|                            |                                  |                            |                         |                         |
| Iscritti                   | Iscritti                         | Iscritti                   | 74 458                  | 100,00                  |
| ↳ Votanti (% su iscritti)  | ↳ Votanti (% su iscritti)        | ↳ Votanti (% su iscritti)  | 49 217                  | 66,10                   |
| ↳ Astenuti (% su iscritti) | ↳ Astenuti (% su iscritti)       | ↳ Astenuti (% su iscritti) | 25 241                  | 33,90                   |
|                            |                                  |                            |                         |                         |
|                            | Esito: collegio confermato a DUP |                            |                         |                         |

## Risultati dei referendum

### Referendum sulla permanenza del Regno Unito nell'Unione europea del 2016
|  | Collegio         | Lasciare UE % | Rimanere in UE % |
|  | ---------------- | ------------- | ---------------- |
|  | North Antrim     | 62,20%        | 37,80%           |
|  | Irlanda del Nord | 44,22%        | 55,78%           |
|  | Regno Unito      | 51,89%        | 48,11%           |